# Orde van de Rode Vlag (Georgië)
De Orde van de Rode Vlag (Georgisch: "წითელი დროშის ორდენი") was de eerste orde van de Georgische Socialistische Sovjetrepubliek. De in 1923 ingestelde socialistische orde had een enkele graad en was een tijdlang de enige militaire en civiele onderscheiding van de Volksrepubliek Georgië.
Toen de Sovjet-Unie steeds centralistischer werd bestuurd, verdwenen de orden van de deelrepublieken.